# Bahnstrecke Porrentruy–Bonfol
| Streckenkarte |                      |                                     |                                     |
| Streckennummer (BAV): | 238                  |                                     |                                     |
| Fahrplanfeld: | 238                  |                                     |                                     |
| Streckenlänge: | 13,5 km              |                                     |                                     |
| Spurweite: | 1435 mm (Normalspur) |                                     |                                     |
| Stromsystem: | 15 kV 16,7 Hz ~      |                                     |                                     |
| Maximale Neigung: | 28 ‰                 |                                     |                                     |
| Minimaler Radius: | 200 m                |                                     |                                     |
| |                      |                                     |                                     |
| \| \| \| von Delle \| \| \| \| 0,00 \| Porrentruy (Pruntrut) ⊙ \| Porrentruy (Pruntrut) ⊙ \| \| \| 0,35 \| Allaine \| Allaine \| \| \| \| nach Delémont \| \| \| \| 4,15 \| Alle (Hall) ⊙ \| Alle (Hall) ⊙ \| \| \| 4,71 \| Allaine \| Allaine \| \| \| 5,65 \| Anschluss «Centre d'Ajoie» \| Anschluss «Centre d'Ajoie» \| \| \| 8,38 \| Vendlincourt (Wendelinsdorf) ⊙ \| Vendlincourt (Wendelinsdorf) ⊙ \| \| \| 10,89 \| Bonfol (Pumpfel) ⊙ \| Bonfol (Pumpfel) ⊙ \| \| \| 12,10 \| Anschluss an die Mülldeponie Bonfol \| Anschluss an die Mülldeponie Bonfol \| \| \| 13,50 \| Staatsgrenze Schweiz–Frankreich \| Staatsgrenze Schweiz–Frankreich \| \| \| \| nach Dannemarie \| \| |                      |                                     |                                     |
| Strecke |                      | von Delle                           | von Delle                           |
| Bahnhof | 0,00                 | Porrentruy (Pruntrut) ⊙             | Porrentruy (Pruntrut) ⊙             |
| Brücke über Wasserlauf | 0,35                 | Allaine                             | Allaine                             |
| Abzweig geradeaus und nach rechts |                      | nach Delémont                       | nach Delémont                       |
| Bahnhof | 4,15                 | Alle (Hall) ⊙                       | Alle (Hall) ⊙                       |
| Brücke über Wasserlauf | 4,71                 | Allaine                             | Allaine                             |
| Dienststation / Betriebs- oder Güterbahnhof | 5,65                 | Anschluss «Centre d'Ajoie»          | Anschluss «Centre d'Ajoie»          |
| Bahnhof | 8,38                 | Vendlincourt (Wendelinsdorf) ⊙      | Vendlincourt (Wendelinsdorf) ⊙      |
| Bahnhof | 10,89                | Bonfol (Pumpfel) ⊙                  | Bonfol (Pumpfel) ⊙                  |
| | 12,10                | Anschluss an die Mülldeponie Bonfol | Anschluss an die Mülldeponie Bonfol |
| Grenze (Strecke außer Betrieb) | 13,50                | Staatsgrenze Schweiz–Frankreich     | Staatsgrenze Schweiz–Frankreich     |
| Strecke (außer Betrieb) |                      | nach Dannemarie                     | nach Dannemarie                     |

Die Bahnstrecke Porrentruy–Bonfol ist eine Nebenbahn in der Schweiz. Sie verläuft von Pruntrut (offizieller Bahnhofsname auf Französisch: Porrentruy) nach Bonfol und weiter bis zur Staatsgrenze, wo sie mit der 1910 eröffneten Bahnstrecke Dannemarie–Pfetterhouse in Elsass-Lothringen in Deutschland verknüpft war, die ab 1919 zu Frankreich gehörte. Die ursprünglich 13,5 km lange Strecke ging am 14. Juli 1901 in Betrieb. Sie wurde von der Bahngesellschaft Régional Porrentruy-Bonfol (RPB) betrieben und gehört seit 1944 zu den Chemins de fer du Jura (CJ).

## Streckenverlauf
Die Strecke verlässt den Bahnhof Porrentruy in südlicher Richtung und folgt der Bahnstrecke Delémont–Delle auf 2,5 km. Daraufhin beschreibt sie eine Linkskurve und führt nun in nordöstlicher Richtung weiter, bei km 4,15 wird der Bahnhof Alle erreicht. Nach der Ausfahrt aus Alle befindet sich bei km 5,65 der Anschluss zur «Coopérative agricole Centre d’Ajoie». Nachdem der Einschnitt beim Bois Juré durchfahren wurde, wird bei km 8,38 der Bahnhof Vendlincourt erreicht. Die Strecke führt nun in nördlicher Richtung zum Bahnhof Bonfol und erreicht letzteren bei km 10,89. Von dort führt das Gleis weiter Richtung Norden, nach einer Rechtskurve wird das Gelände der Mülldeponie Bonfol erreicht. Dieses wurde nordwestlich umfahren, um schliesslich bei km 13,50 die Grenze zu überqueren.

## Geschichte

### Erste Planungen und Eröffnung

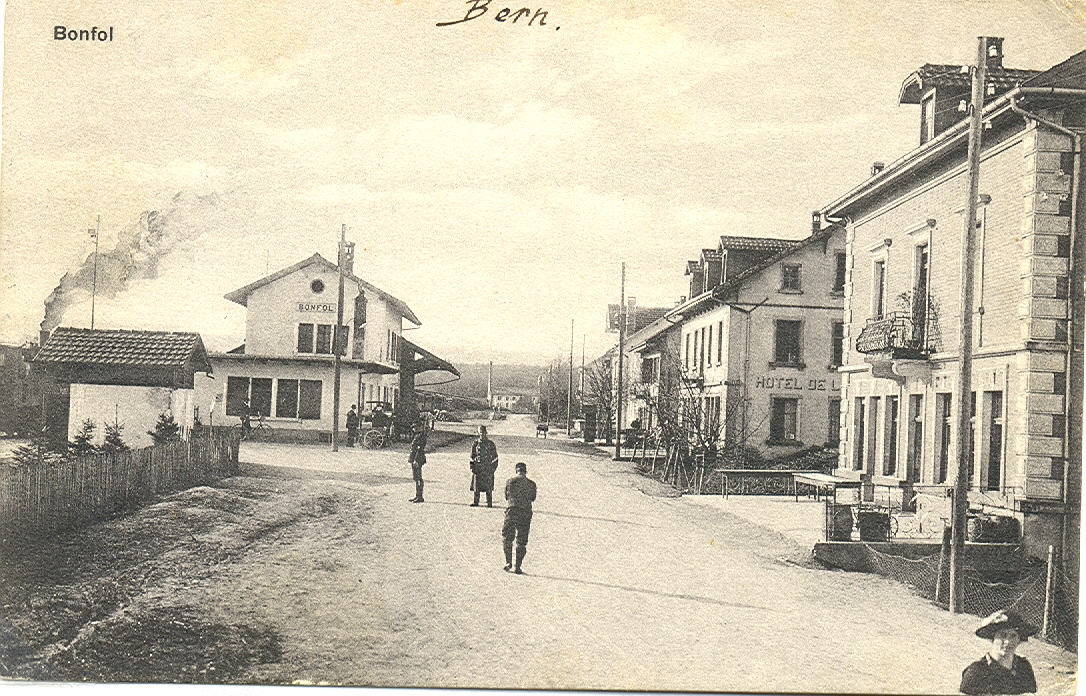
Der Bahnhof Bonfol (1910)

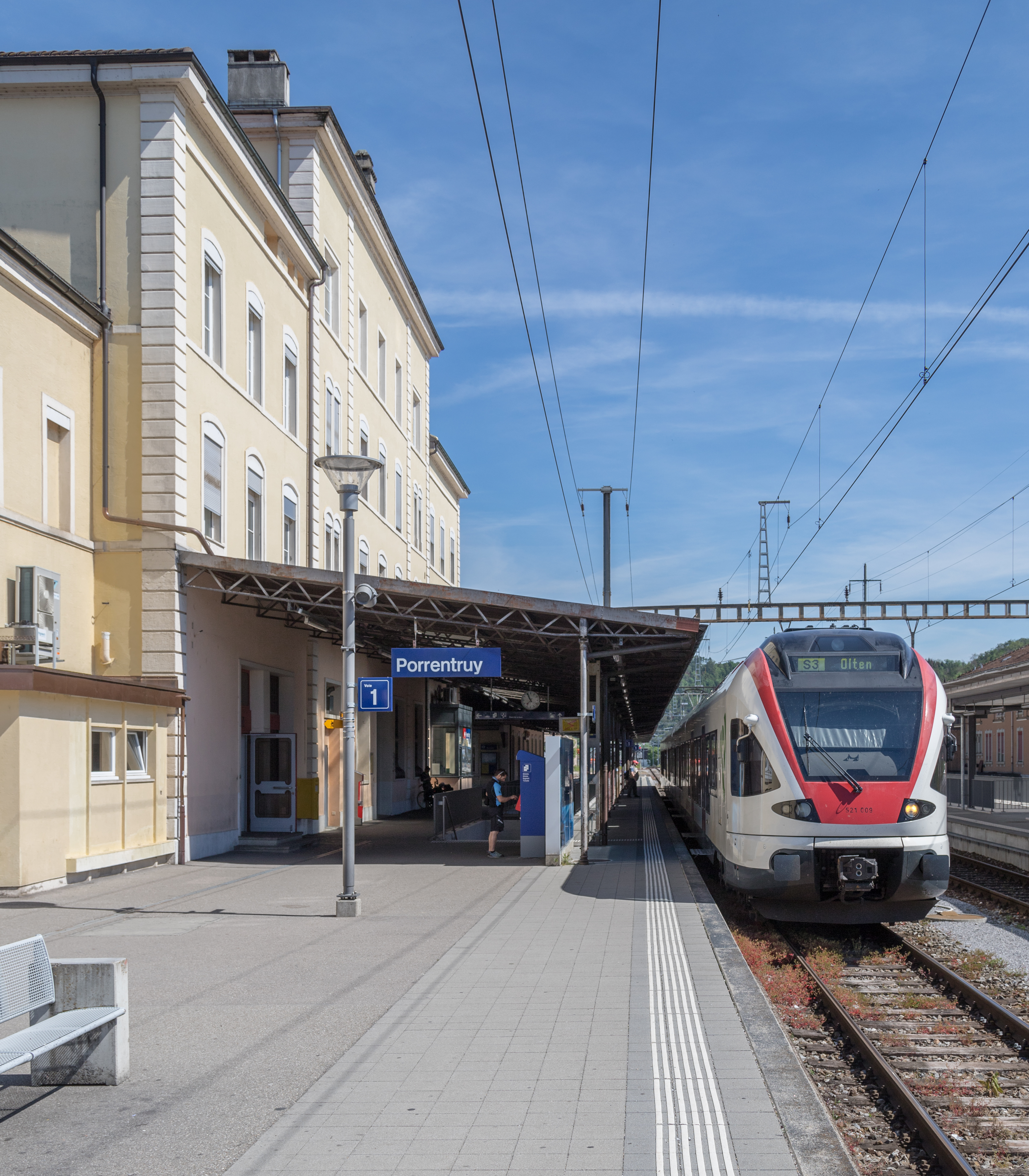
Bahnhof Porrentruy

Nachdem seit September 1872 Porrentruy einen Eisenbahnanschluss über die Chemin de fer Porrentruy–Delle erhalten hatte, blieben die Verkehrsverhältnisse in der östlichen Ajoie (Bonfol, Miécourt) unbefriedigend. Seit 1884 bemühte sich die Gegend nordöstlich von Porrentruy um einen Bahnanschluss. Am 4. März 1890 wurde das Konzessionsgesuch für eine «Schmalbahn Porrentruy – Bonfol» eingereicht. Es wurden zwei Varianten vorgeschlagen; zum einen eine 13,1 km lange Strecke über Alle – Miécourt – Vendlincourt und zum andern eine 12,2 km lange Strecke, ohne Miécourt zu bedienen. Die Strecke sollte der Strasse folgen und minimale Radien von 20 m und Steigungen von bis zu 36 ‰ aufweisen. Als Spurweite sollte das Schienensystem Decauville (600 mm) zum Einsatz kommen, dieses war auf der Weltausstellung in Paris vorgestellt worden. Im September 1890 wurde die Konzession erteilt, nachdem die Spurweite auf 750 mm geändert worden war. Wegen der Industriekrise verzögerte sich die Ausführung; nach zweimaliger Verlängerung verfiel die Konzession 1895.
Das «Lützelthalbahn-Komitee Basel» gab der Region, ab 1895, neue Perspektiven. Es sah den Bau einer 35,6 km langen eingleisigen Normalspurbahn von Porrentruy über Alle, Miécourt, Lützel und Kiffis nach Laufen vor. Da der Bau dieser Bahnstrecke aus strategischen Gründen umstritten war, nahm die Bevölkerung der «Basse Ajoie» die Realisierung wieder selbst in die Hand. Ausserdem übernahm der Kanton Bern, seit dem 28. Februar 1897, 50'000 Franken an Baukosten pro km, wenn diese nicht Fr. 125'000 pro km übersteigen. Das Projekt entwickelte sich zum Bau einer Normalspurbahn; am 29. April 1897 wurden neue Pläne veröffentlicht. Es standen weiterhin zwei Varianten, aber ohne Miécourt zu bedienen, zur Wahl. Die Strecke sollte entweder in Porrentruy oder erst in «Noir Bois» zwischen Porrentruy und Courgenay, an der Bahnstrecke Delémont–Delle, beginnen. Der Ständerat stimmte am 28. September 1897 und der Nationalrat am 15. Oktober 1897 dem Konzessionsgesuch zu. Die Variante mit Streckenbeginn in Porrentruy setzte sich aus betrieblichen Gründen durch.
Im Mai 1899 begannen zwischen Porrentruy und Alle die Bauarbeiten. Es mussten 14'000 Schwellen, elf Weichen und 600 Tonnen Schienen eingebaut werden. Ab April 1900 entstanden in Bonfol und Vendlincourt zwei baugleiche Empfangsgebäude mit jeweils angebautem Güterschuppen; der Bahnhof Courtételle der Jura-Simplon-Bahn diente als Vorbild. In Alle wurde ein einstöckiger Backsteinbau erstellt. Die Inbetriebnahme war ursprünglich für den 30. Juni 1901 vorgesehen, wegen Unzulänglichkeiten konnte sie erst am 10. Juli erfolgen. Am 14. Juli 1901 fand die Eröffnung der Strecke statt. Der reguläre Betrieb begann einen Tag später. Der Betrieb wurde von der Jura-Simplon-Bahn durchgeführt, dies war in einem Vertrag am 21. August 1900 festgelegt worden. Es kamen zwei Dampflokomotiven der Baureihe Ed 3/3 zum Einsatz, welche von der Pont-Vallorbe Bahn übernommen wurden.

### Verlängerung bis nach Pfetterhausen
Ab 1902 fanden erste Untersuchungen zum Trassenverlauf einer Eisenbahnstrecke Dammerkirch–Pfetterhausen statt. Der Bezirkstag von Colmar äusserte den Wunsch, diese nach Bonfol zu verlängern. Das Projekt wurde im Juli 1904 von der Reichseisenbahn genehmigt. Am 2. Juni 1905 erhielt die RPB die Konzession zum Bau einer 2,16 km langen Nebenbahn; die Baukosten wurden mit 1,5 Mio. Franken beziffert. Am 17. August 1905 wurde dem Bundesrat der Staatsvertrag über die Eisenbahnverbindung vom Bahnhof Pfetterhausen nach Bonfol vorgelegt. Dieser wurde am 7. Mai 1906 unterzeichnet und bildete die rechtliche Grundlage für den Bau der Bahnstrecke. Schon am 6. Dezember 1905 hatte der deutsche Kaiser Wilhelm II. den Erlass, über den Bau einer Eisenbahnstrecke von Dammerkirch nach Pfetterhausen und weiter zur schweizerischen Grenze, unterzeichnet.
Am 12. Februar 1908 konnten das Bauprojekt und der Kostenvoranschlag dem Bundesrat vorgelegt werden. Die Baukosten wurden auf 550'000 Franken geschätzt, der Minimalradius sollte 300 m und die maximale Neigung 16 ‰ betragen. Der von deutscher Seite kommende Vorschlag, die Grenze beim Kilometer 20,175 (von Dammerkirch aus) einzurichten, wurde am 11. September 1908 von der RPB akzeptiert. Die Bauarbeiten an der 2,7 km langen Grenzbahn begannen am 3. Januar 1909. Ende 1909 waren alle Kunstbauwerke (fünf Brücken) und Erdbauwerke (zwei Einschnitte) fertiggestellt. Die Gleisverlegearbeiten konnten erst am 15. Oktober 1910 vollendet werden; die Inbetriebnahme fand deshalb einen Monat später als geplant, am 1. November 1910, statt. Ausserdem wurden das Empfangsgebäude von Alle und der Güterschuppen, die Lokremise und das Aufnahmegebäude, für das Zollbüro, in Bonfol vergrössert. Die Largtalbahn ging schon am 1. Oktober 1910 in Betrieb. Am 27. Oktober 1910 fand die feierliche Einweihung der Grenzbahn statt, trotz festgestellten Oberbaumängeln konnte sie am 1. November in Betrieb gehen.

### Weitere Entwicklung während der ersten Hälfte des 20. Jahrhunderts
Vom 1. Juli 1910 stand die RPB in einer Betriebsgemeinschaft mit der normalspurigen Regionalbahn Saignelégier–Glovelier (RSG). Der Betriebsvertrag war mit den SBB schon am 31. Dezember 1908 gekündigt worden. Durch die Verbindung ins Elsass erwirtschaftete die RPB im selben Jahr einen Gewinn von 17'000 Fr. Der Verkehr auf der Grenzbahn wurde durch beide Gesellschaften erbracht; die Schweizer Lokomotiven verkehrten bis Pfetterhausen, die französischen bis Bonfol. Die Personenwagen verkehrten, wenn möglich, durchgehend von Dammerkirch nach Porrentruy. Im Jahr 1911 wurde die Ed 3/4 1 der Sensetalbahn erworben; der Fahrplan sah täglich sieben Zugpaare vor, davon fuhren fünf weiter ins Elsass. Eine Fahrt von Porrentruy nach Bonfol kostete 1,40 Franken.

Grenzsperre der Strecke zwischen Bonfol und Pfetterhouse während des Ersten Weltkrieges

Am 31. Juli 1914 verkehrte, wegen des Ausbruchs des Ersten Weltkriegs, vorerst der letzte Zug über die Grenzbahn. Auf der RPB-Strecke fanden während der nächsten vier Jahre oft Militärtransporte statt. Die ELB ging im November 1918 in die Réseau ferroviaire d’Alsace-Lorraine (AL) über. Nachdem die Largtalbahn wieder instand gesetzt worden war, konnte am 14. Juli 1919 die Grenzbahn wiedereröffnet werden. Nach der Rückgewinnung des Elsass durch Frankreich wurde die Strecke über Basel für den Güterverkehr bevorzugt. Im Jahr 1930 verkehrten vier Züge pro Tag über die Grenzbahn, 1919 waren es noch fünf. Die Jahre 1919 bis 1922 waren für die RPB sehr schwierig. Die Einnahmen sanken auf ein Minimum, gleichzeitig stiegen die Unterhaltskosten, was zu einem Defizit von 4000 Fr. im Jahr 1919 führte. In den Jahren 1920/1921 stiegen die Traktionskosten weiter, und 1921 steigerte sich das Defizit auf 95'000 Fr. Daraufhin musste vorübergehend die RPB am 1. Januar 1922 stillgelegt und das Personal entlassen werden, da die Gemeinden es ablehnten, ihre Beiträge zu erhöhen. Nach Verhandlungen mit den Gemeinden und dem Personal wurde der Betrieb am 1. April 1922 wiederaufgenommen; die Anliegerkommunen erhöhten ihre Zahlungen, und das Personal wurde zu 20 % tieferen Löhnen eingestellt. Gleichzeitig wurde der Fahrplan ausgedünnt, es verkehrten drei Zugpaare nach Bonfol, davon fuhren zwei weiter nach Pfetterhouse. Das Defizit schrumpfte 1922 auf 21'000 Fr. Im Jahr 1928 gab es sogar einen Überschuss von 10'000 Fr.
Ab 1933 gab es erste Absichten, den Verkehr auf der Largtalbahn auf Busbetrieb umzustellen. Dies blieb durch den Einsatz des Betriebschefs der RPB erstmal aus. Am 2. September 1939 wurde die Grenze, wegen des Zweiten Weltkrieges, erneut geschlossen. Am 27. März 1943 verkehrte der erste Güterzug wieder über die Grenzbahn, da der La-Croix-Tunnel, an der Bahnstrecke Delémont–Delle, teilweise eingestürzt war. Dieser Verkehr bestand bis zum 14. Juli 1943, daraufhin weigerte sich die Deutsche Reichsbahn, den Verkehr, wegen Brückenschäden, aufrechtzuerhalten. Am 2. Oktober 1945 konnte die Grenzbahn wiedereröffnet werden.
Rückwirkend auf den 1. Januar 1944 war die Compagnie des Chemins de fer du Jura (CJ) aus der RPB, RSG, SC (Saignelégier–La Chaux-de-Fonds) und der CTN (Tavannes–Noirmont) entstanden. Die Auslastung der Züge auf dem Abschnitt über die Grenze war aber derart unbefriedigend, dass die CJ am 21. Dezember 1945 eine Anfrage zur Aufhebung des Personenverkehrs an das Eidgenössische Amt für Verkehr stellte. Im Einverständnis mit der SNCF wurden der Personenverkehr und der Güterverkehr am 15. Februar 1946 aufgehoben. Bei Bedarf verkehrten noch Güterzüge.

### Modernisierung der Strecke und Stilllegung der Grenzbahn

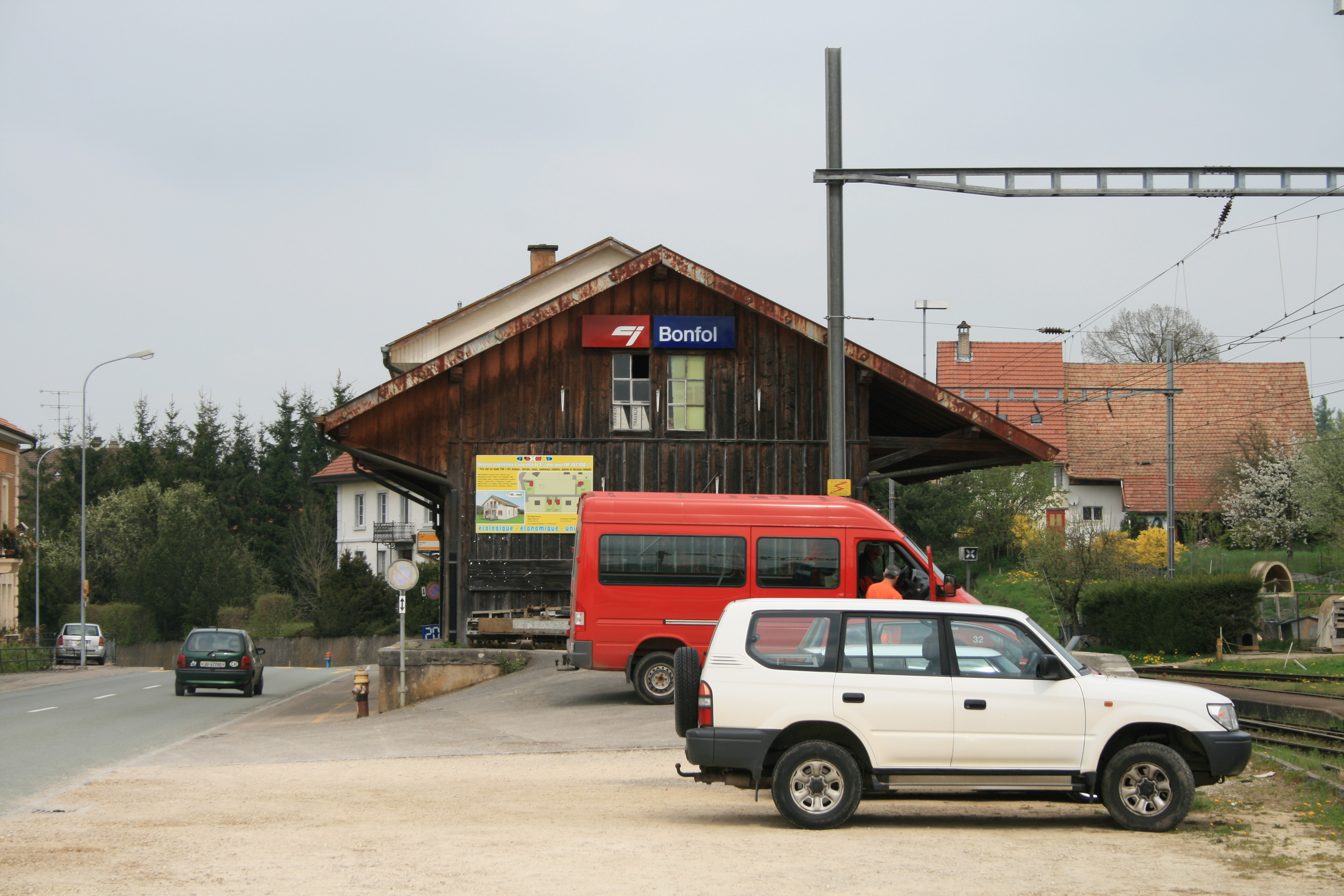
Güterschuppen des Bahnhof Bonfol (2009)

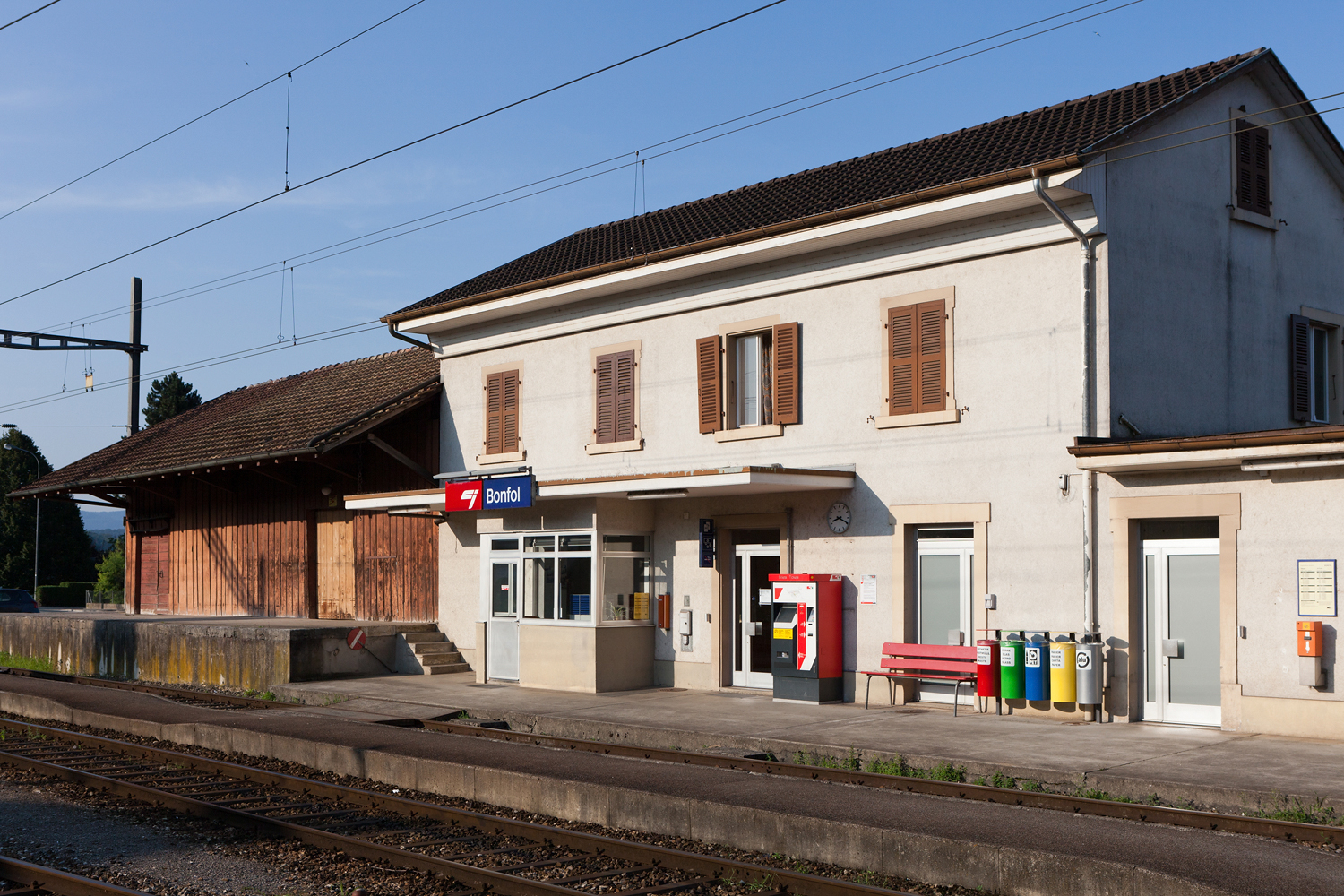
Bahnhof Bonfol (2013)

Anfang 1950 wurde die Vorlage zur Finanzierung des CJ-Netzes vom kantonalbernischen Stimmvolk angenommen. Die Linie Porrentruy–Bonfol sollte mit 15 kV 16,7 Hz Wechselstrom elektrifiziert werden. Die Umstellungsarbeiten dauerten ein Jahr lang, sie umfassten auch den Abbau der Telegrafenleitung, die Erneuerung des Oberbaus und die Verlängerung des Lokschuppens in Bonfol. Die Einweihung fand am 17. Mai 1952 statt, es standen zwei schienentraktorähnliche Lokomotiven Ce 2/2 zur Verfügung. Nach Ablieferung des Dieseltraktors Tm 2/2 Nr. 3 verschwand die letzte Dampflokomotive aus dem Betrieb. Der Tm stand für den Güterverkehr über die Grenzbahn zur Verfügung. Durch die Modernisierung nahm der Personenverkehr um 30 % zu. Am 14. November 1953 stiessen bei km 14,92 der CJ-Güterzug und eine SNCF-Dampflokomotive zusammen. Dabei wurde der Rangiertraktor stark beschädigt. 1961 stellte die CJ fest, dass 3500 Holzschwellen auf der Grenzbahn sich in erneuerungsbedürftigem Zustand befanden, die aufzubringenden Kosten wurden mit 250'000 Fr beziffert, denen Verkehrseinnahmen von nur 17'900 Fr gegenüberstanden.
Ab 1962 erwog die CJ, die Grenzbahn stillzulegen. Im Jahr 1965 unternahm die SNCF einen weiteren Versuch, die Strecke Dannemarie–Pfetterhouse, und damit auch die Grenzbahn, stillzulegen. Auf der Bahnstrecke Nyon–Crassier (NC) war schon 1962 der Verkehr eingestellt worden, die SNCF musste der Stilllegung aber noch zustimmen. Daraufhin wurden am 24. Juli 1965 die Stilllegung der NC und die Einstellung des Personenverkehrs auf der Largtalbahn beschlossen. Am 30. Oktober desselben Jahres verkehrte der letzte Autorail auf der Largtalbahn. Am 4. Januar 1970 wurde die Largtalbahn stillgelegt; die Schweizer Strecke wurde bis km 12,1 zurückgebaut.
Die Rangiertraktoren Ce 2/2 bewährten sich nicht sonderlich, zur Schonung der Gleise musste die Höchstgeschwindigkeit von 60 auf 50 km/h herabgesetzt werden. Zwischen 1961 und 1965 wurden die Schienen durch SBB-Profil V ersetzt. Vom 24. November 1967 an kam der ABDe 4/4 2, der von der Martigny-Orsières-Bahn stammte, zum Einsatz; er wurde als BDe 4/4 111 bezeichnet. Am 9. August 1968 konnte ein moderner Pendelzug, BDe 4/4 101, in Betrieb genommen werden. Die nun nicht mehr benötigten Ce-2/2-Lokomotiven wurden an die Emmental-Burgdorf-Thun-Bahn (EBT) verkauft. Durch den Bau von Anschlussgleisen in Alle und Vendlincourt nahm der Güterverkehr zu. Zur Bedienung der Anschlussgeleise ging am 16. Februar 1969 der Tm IV 181 in Betrieb; er ersetzte den schwer beschädigten Tm 2/2 3. In den Jahren 1975/76 erfuhren die Gleisanlagen in Alle einen weiteren Ausbau. Die Modernisierung des Fahrzeugparks ging weiter mit der Inbetriebnahme des BDe 4/4 102 am 19. März 1980 und des De 4/4 111 am 26. November. Die beiden Fahrzeuge wiesen den hellroten CJ-Anstrich auf, im Gegensatz zur bisherigen rot/creme-farbigen Lackierung. Im Mai bekam der BDe 4/4 102 das Wappen von Alle und der De 4/4 111 das von Vendlincourt. Die Wappen von Porrentruy und Bonfol befanden sich seit 1969 am BDe 4/4 101. Seit dem 17. September 1982 wird die Strecke durch ein Domino-Drucktastenstellwerk gesteuert.
Im Rahmen der Sanierung der Mülldeponie Bonfol mussten 800 m Gleis neu verlegt werden. Seit April 2010 verkehrt während der Woche täglich ein Zugpaar nach Porrentruy. Die Müllbehälter werden auf Flachwagen befördert. Im Jahr 2008 wurde ein NPZ-Pendelzug von den SBB übernommen. Im Jahr 2008 und 2009 kam der Zug bei den Travys auf der Strecke Vallorbe–Le Brassus zum Einsatz. Nach umfassender Modernisierung und Neulackierung ist er seit 2010 auf der Strecke in Betrieb.

## Betrieb
Im Personenverkehr verkehrt in der Regel der Triebwagen RBDe 560 141, ersatzweise der RBDe 566 222 oder während der Schulferien der BDe 101. Auf der Strecke herrscht Stundentakt, nach Alle verkehren Verstärkerzüge. Im Güterverkehr kommen die Ee 936 151–153 und die De 4/4 111 für Fahrten unter Oberleitung zum Einsatz. Als Rangiertraktoren werden die Tm IV 181, Tm 232 182 und Tem 225 183 eingesetzt. Der Tm 232 182 wird zur Bedienung der Chemiemülldeponie in Bonfol eingesetzt.

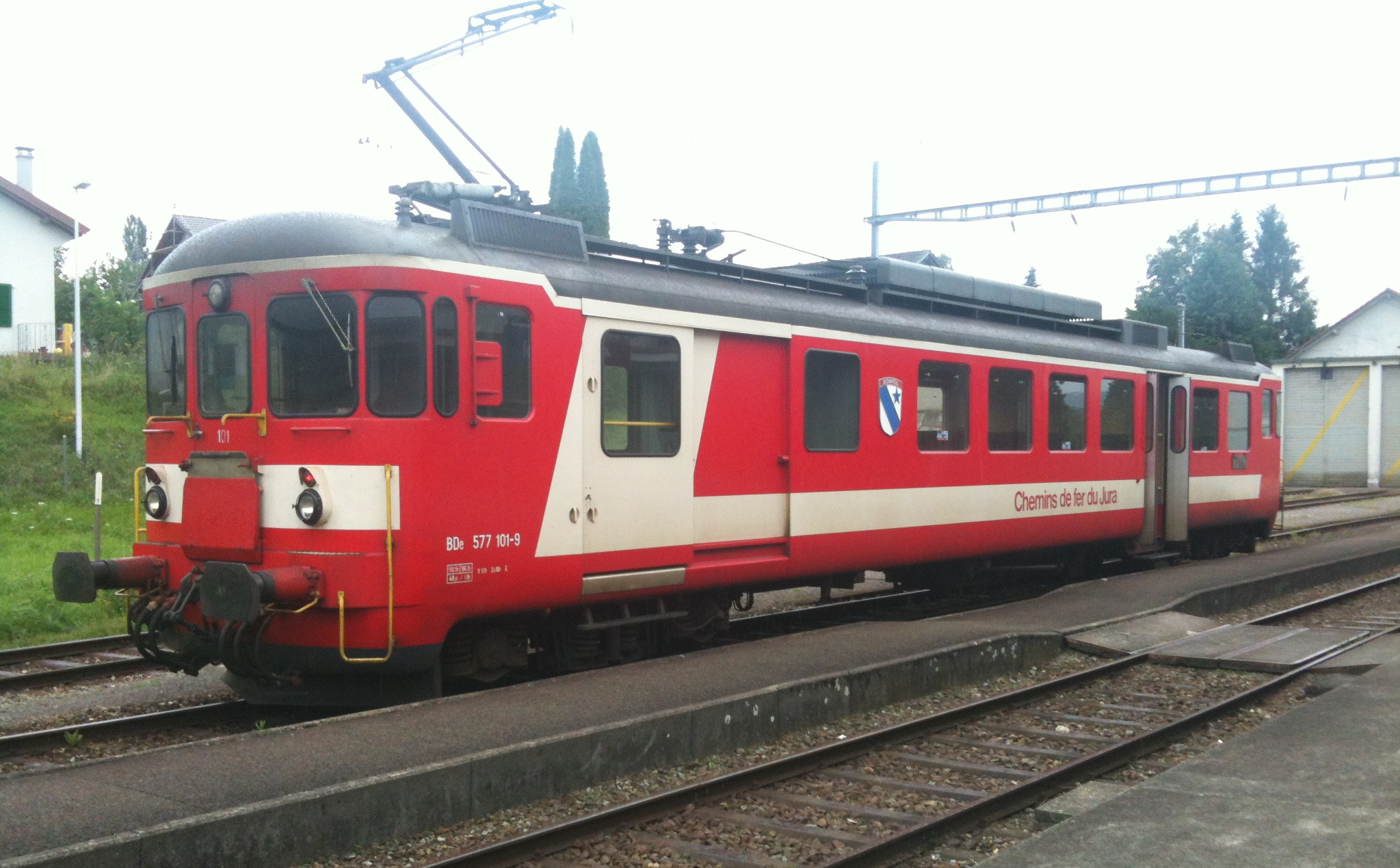
BDe 4/4 577 «Bonfol» in Bonfol (2012)
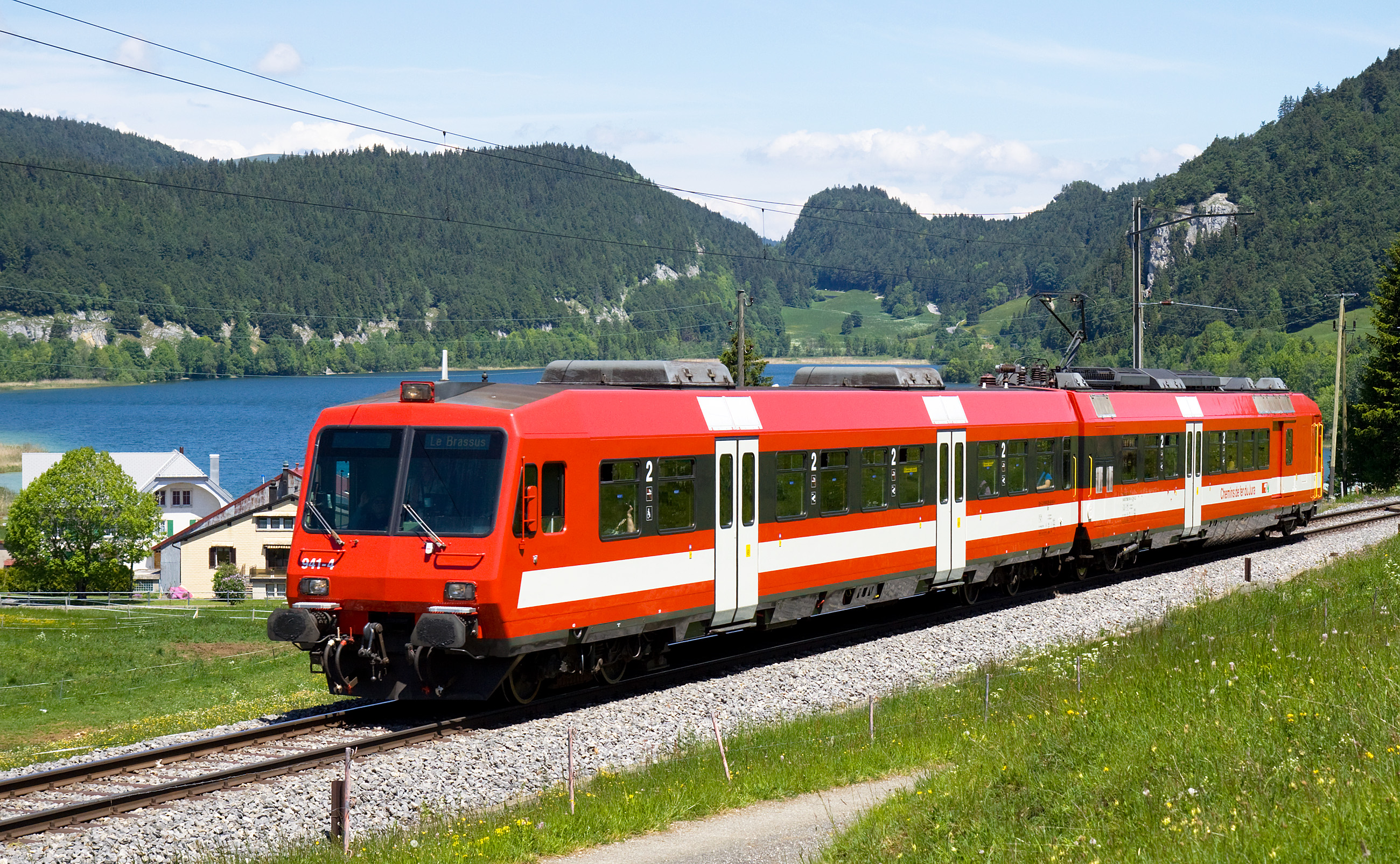
CJ RBDe 560 NPZ auf der PBr (2009)
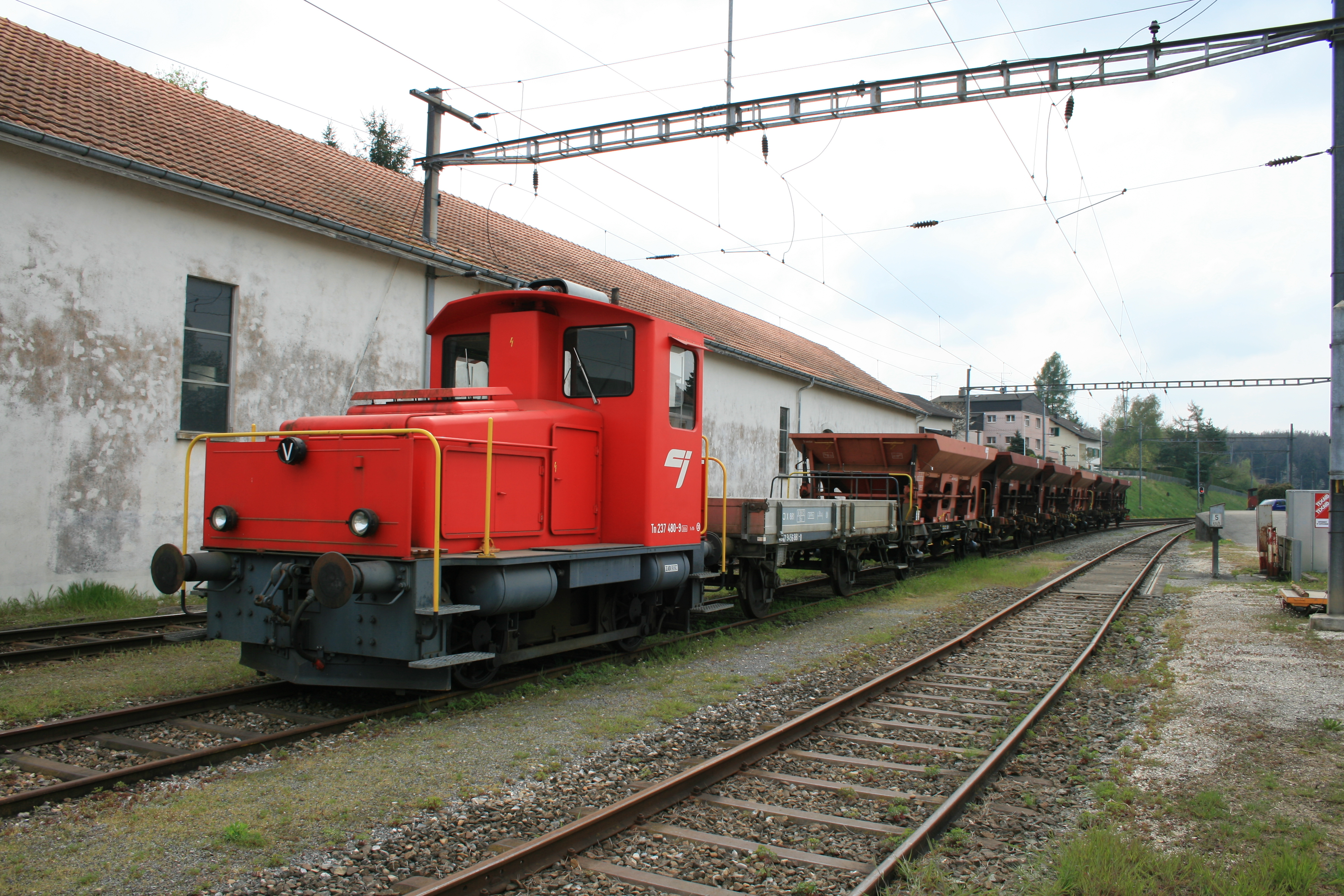
Rangiertraktor Tm 237 480 in Bonfol (2009)

## Rollmaterial
Das folgende Rollmaterial war entweder von 1901 bis 1944 im Eigentum der Régional Porrentruy-Bonfol (RPB) oder kam ab 1944 unter den Chemins de fer du Jura (CJ) regelmässig auf der Strecke Porrentruy–Bonfol–Pfetterhouse zum Einsatz. Die Auflistung der Steuerwagen ist lückenhaft, diejenige der Personenwagen fehlt; Güterwagen werden nicht aufgelistet.

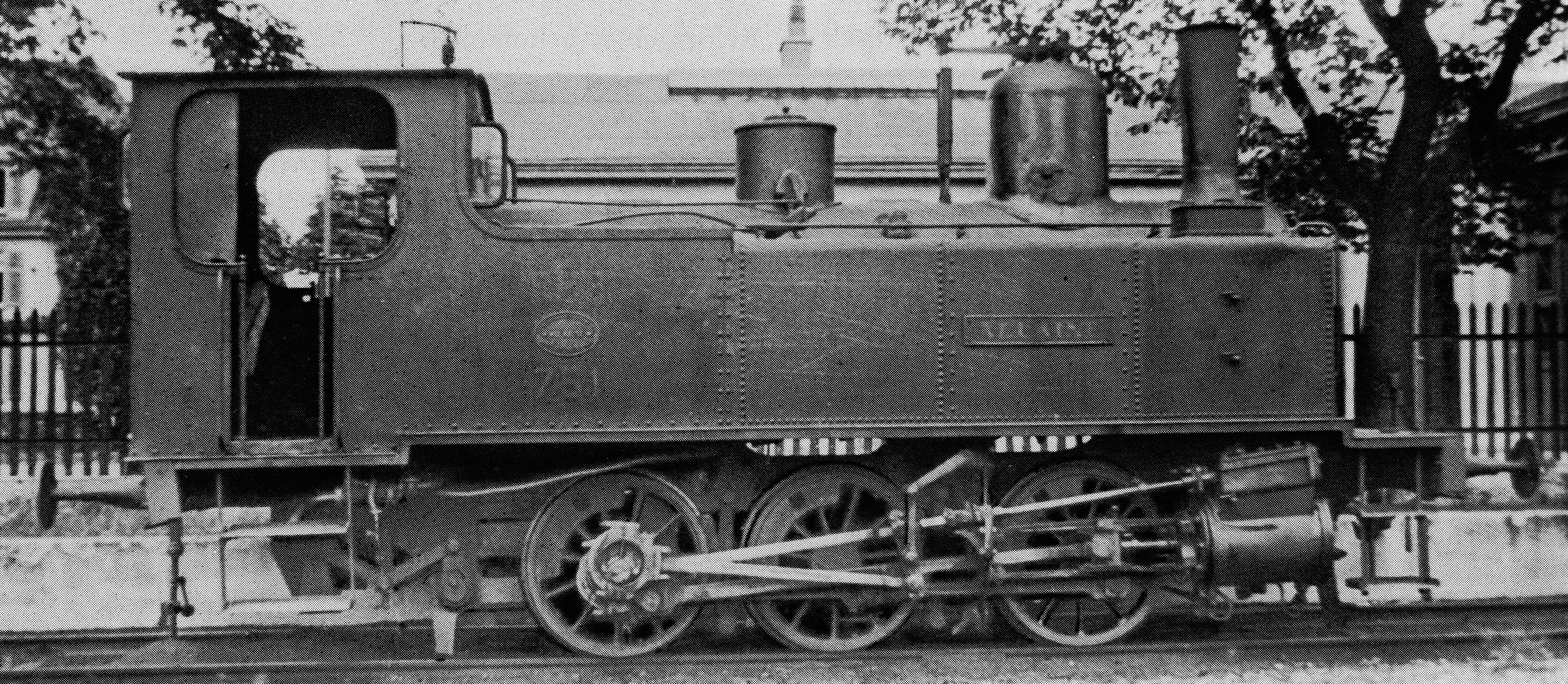
Lokomotive Nr. 751 «Allaine»
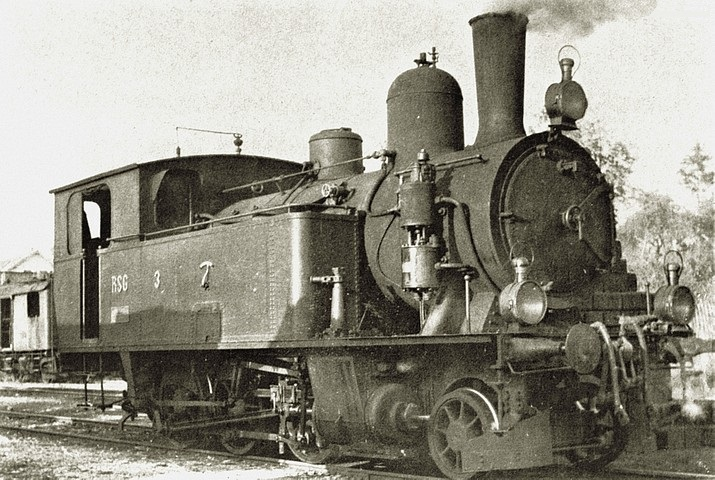
Dampflokomotive Ed 3/4 Nr. 3, ehemals RSG

| Baureihe                                                                               | Baureihe         | Hersteller          | Baujahr          | Herkunft         | Stückzahl        | Stückzahl        | Ausrangiert                         | Bemerkungen                                                                                          |
| Serie                                                                                  | Nummern          | Hersteller          | Baujahr          | Herkunft         | total            | heute            | Ausrangiert                         | Bemerkungen                                                                                          |
| Dampflokomotiven                                                                       | Dampflokomotiven | Dampflokomotiven    | Dampflokomotiven | Dampflokomotiven | Dampflokomotiven | Dampflokomotiven | Dampflokomotiven                    | Dampflokomotiven                                                                                     |
| -------------------------------------------------------------------------------------- | ---------------- | ------------------- | ---------------- | ---------------- | ---------------- | ---------------- | ----------------------------------- | --- |
| E 3/3                                                                                  | 751              | SACM                | 1886             | JS (1901)        | (Üb)02           | 0                | 1929                                | «Allaine»; ex PV E 3/3 201 «Le Risoux»; an Zollfreilager Dreispitz, Basel verkauft; 1948 abgebrochen |
| E 3/3                                                                                  | 752              | SACM                | 1886             | JS (1901)        | (Üb)02           | 0                | 1924                                | «Vendline»; ex PV E 3/3 202 «Le Sentier»; als Schrott nach Italien verkauft                          |
| Ed 3/4                                                                                 | 31               | SLM                 | 1903             | STB (1911)       | (Üb)01           | 0                | 1954                                | verschrottet                                                                                         |
| Ed 3/4                                                                                 | 2                | SLM                 | 1903             | RSG (1934)       | (Üb)02           | 0                | 1949                                | an Sulzer verkauft; seit 1972 DVZO                                                                   |
| Ed 3/4                                                                                 | 3                | SLM                 | 1903             | RSG (1949)       | (Üb)02           | 0                | 1956                                | abgebrochen                                                                                          |
| Dampftriebwagen                                                                        |                  |                     |                  |                  |                  |                  |                                     | |
| CFZm 1/3                                                                               | 5                | SLM                 | 1913             | RSG (1950)       | 1                | 0                | 1952                                | Arbeitstriebwagen für die Elektrifizierung                                                           |
| Elektrische Triebwagen                                                                 |                  |                     |                  |                  |                  |                  |                                     | |
| BDe 4/4 BDe 577                                                                        | 101              | SWS/MFO             | 1968             |                  | 2                | 0                |                                     | «Bonfol»                                                                                             |
| BDe 4/4 BDe 577                                                                        | 102              | SWS/BBC             | 1980             | 2013             | 2                | 0                | «Alle»; Achsbruch, 2014 abgebrochen | |
| BDe 4/4                                                                                | 111              | SWS/BBC             | 1910             | MO (1967)        | (Üb)01           | 0                | 1980                                | ex MO BCFe 4/4 2                                                                                     |
| De 4/4 De 587                                                                          | 111II            | SWS/BBC             | 1910/1980        |                  | (Um)01           | 1                |                                     | «Vendlincourt»; Gepäcktriebwagen, Umbau aus BDe 4/4 111                                              |
| RBDe 560                                                                               | 141              | FFA/BBC             | 1984             | SBB (2009)       | (Üb)01           | 0                | 2017                                | «La Vouivre»; ex SBB RBDe 560 002                                                                    |
| RBDe 566                                                                               | 222              | SWS/SAAS            | 1974             | BLS (2013)       | (Üb)02           | 2                |                                     | ex EBT RBDe 4/4 222                                                                                  |
| RBDe 566                                                                               | 221              | SWS/SAAS            | 1974             | BLS (2016)       | (Üb)02           | 2                |                                     | ex EBT RBDe 4/4 221                                                                                  |
| RBDe 567                                                                               | 181–182          | SWP/SIG/ABB         | 1991             | TPF (2021)       | (Üb)02           | 2                |                                     | Privatbahn-NPZ; ex GFM                                                                               |
| Steuerwagen                                                                            |                  |                     |                  |                  |                  |                  |                                     | |
| Bt                                                                                     | 121              | SWS/MFO             | 1968             |                  | 1                | 0                | 1995                                | nach Unfall 1995 verschrottet                                                                        |
| Bt                                                                                     | 921              |                     | 1963/1977        | SZU (1995)       | (Üb)01           | 0                |                                     | ex SiTB B 296, Bt 996                                                                                |
| Bt                                                                                     | 941              |                     |                  | SBB (2009)       | (Üb)01           | 0                | 2017                                | ex SBB Bt                                                                                            |
| ABt 80-35                                                                              | 922              |                     | 1974             | BLS (2013)       | (Üb)02           | 2                |                                     | ex EBT ABt 922                                                                                       |
| ABt 80-35                                                                              | 921              | BLS (2016)          | 1974             |                  | (Üb)02           | 2                | ex EBT ABt 921                      | |
| Bt                                                                                     | 381–382          | SWP/SIG/ABB         | 1991             | TPF (2021)       | (Üb)02           | 2                |                                     | ex GFM                                                                                               |
| Personenwagen                                                                          |                  |                     |                  |                  |                  |                  |                                     | |
| B                                                                                      | 367+369          | STAG                | 2006             | TPF (2021)       | (Üb)02           | 2                |                                     | Niederflurzwischenwagen                                                                              |
| Rangierlokomotiven, Traktoren und Diensttriebwagen                                     |                  |                     |                  |                  |                  |                  |                                     | |
| Ce 2/2                                                                                 | 1                | SLM/SAAS            | 1952             |                  | 2                | 0                | 1971                                | an EBT verkauft                                                                                      |
| Ce 2/2                                                                                 | 2                | SLM/SAAS            | 1952             | 1969             | 2                | 0                | an EBT verkauft                     | |
| Tm 2/2                                                                                 | 3                | Asper/Saurer        | 1952             |                  | 1                | 0                | 1969                                | nach Unfall 1970 verschrottet                                                                        |
| Tm IV Tm 232                                                                           | 181              | SLM/MAN             | 1971             |                  | 1                | 1                |                                     | |
| TmIII                                                                                  | —                | SLM/BBC             | 1956             | privat (1998)    | (Üb)01           | 0                | 1998                                | ex Perlen Nr. 5 (Ersatzteilspender); 2008 an JÜST verkauft (Ersatzteilspender)                       |
| Tm 237 Tm 231                                                                          | 480 180          | SLM/BBC             | 1962             | DSV (1998)       | (Üb)01           | 1                | 2012                                | ex Dreispitz Nr. 10; 2012 nach Glovelier versetzt (Rangierdienst)                                    |
| Xm 1/2                                                                                 | 182              | Robel               | 1955             | DB (1983)        | (Üb)01           | 0                | 2009                                | Fahrleitungsdraisine; an DSF abgegeben                                                               |
| Tm 232                                                                                 | 182II            | RACO/Saurer         | 1982             | JÜST (2008)      | (Üb)01           | 1                |                                     | ex SBB 9595; Bedienung Deponie Bonfol                                                                |
| Tem 225                                                                                | 183              | BLS/MFO/SAAS /Deutz | 1967/1980 1988   | BLS (2009)       | (Üb)01           | 1                |                                     | ex BLS 225 058, ex Tem 2/2 74; Ersatz für Xm 1/2 182                                                 |
| Ee 936                                                                                 | 151–153          | SLM/BBC             | 1985             | PTT (2010)       | (Üb)03           | 3                |                                     | ex PTT 9–11                                                                                          |
| Üb = Übernahme aus fremden Bestand (Gebrauchtfahrzeug); Um = Umbau aus eigenem Bestand |                  |                     |                  |                  |                  |                  |                                     | |

Im Laufe der Jahre gelangten mehrere Fahrzeuge als Ersatzteilspender zu den CJ. In Bezug auf das Normalspur-Rollmaterial war dies zuerst das Schwesterfahrzeug (ex MO 1) des BDe 4/4 111 (ex MO 2), welches 1966 von der MO zur Régional du Val-de-Travers (RVT) gelangte, wo es als Te 4/4 11 eingereiht wurde; 1978 ging es als Ersatzteilspender zu den CJ, die daraufhin den BDe 4/4 111 im Jahre 1980 in den reinen Gepäcktriebwagen De 4/4 111 umbauten. Auch die ehemalige Nummer 4 der MO, ein praktisch artgleicher BDe 4/4, ging 1990 zu den CJ, wo er 1991 abgebrochen wurde.
Im Hinblick auf die Beschaffung von weiteren eigenen dieselelektrischen Rangiertraktoren erwarben 1998 die CJ aus der Konkursmasse der Schmutz Acier SA in Orbe einen Prototyp der für die SBB gebauten TmIII. Dieser ging ursprünglich 1956 an die Papierfabrik Perlen und war als «Perlen 5» eingereiht; 1993 gelangte er zu Schmutz. In technisch besserem Zustand war der 1962 für die sogenannte Dreispitzverwaltung – die Verwaltung der Anschlussgleisanlage des damaligen Basler Zollfreilagers – gebaute TmIII, welcher den Serienfahrzeugen der SBB entsprach. Als «Dreispitz 10» erlitt er 1997 allerdings einen Motorschaden und wurde abgestellt; die CJ erwarben ihn 1998 und bauten den Motor aus «Perlen 5» ein. Nach einer Neulackierung kam er 1999 als Tm 237 480 in den Einsatz; gegen Ende 2012 wurde er in Tm 231 180 umgezeichnet und als Rangierfahrzeug zur Rollschemelanlage nach Glovelier versetzt. Der Ersatzteilspender blieb bis 2008 bei den CJ, ehe er an Stauffer weiterverkauft werden konnte.
Nachdem die SZU im Laufe des Jahres 2008 zwei DPZ-Kompositionen der SBB übernommen hatte und die BDe 4/4 nicht mehr benötigt wurden, übernahmen 2009 die CJ den ehemaligen SiTB-Triebwagen 94 (BDe 576 594) als Ersatzteilspender für die eigenen, weitgehend baugleichen Triebwagen 101 und 102.
Nachdem die SBB entschieden hatten, ihre vier NPZ-Prototypen nicht ins Modernisierungsprogramm «Domino» einzubeziehen, erwarben die CJ den Triebwagen RBDe 560 002 und einen Steuerwagen. Diese wurden ins CJ-Farbschema umlackiert und trafen Anfang 2009 ein; der Triebwagen erhielt die Nummer 141, der Steuerwagen Nummer 941.
Im November 2013 erwarben die CJ einen Reservependelzug von der BLS AG, bestehend aus Triebwagen RBDe 566 222 und Steuerwagen ABt 50 38 38–33 922 (später umnummeriert in 50 85 80-35 922). Da der Fahrplanwechsel im Dezember 2015 werktags den Einsatz einer zweiten Komposition notwendig gemacht hatte, fehlte erneut ein Reservezug. Diesen mietete man fortan bei der BLS an, welche die eigentlich für die BLS-Stiftung vorgesehene und revidierte Schwesterkomposition 221–921 zur Verfügung stellte.
2021 kauften die CJ von den Freiburgischen Verkehrsbetrieben (TPF) die RBDe 567 181 und 182, die Steuerwagen ABt 50 85 80-35 381 und 382 sowie die niederflurigen Zwischenwagen B 50 85 20-35 367 und 369 ab. Sie ersetzen die beiden von der BLS stammenden RBDe 556 221 und 222 sowie den von den SBB übernommenen NPZ-Prototyp RBDe 560 002, der seit November 2017 betriebsuntauglich abgestellt war und verschrottet wurde.